# Stebro
Stebro è stato un costruttore canadese di Formula 1. Fondata da John Stevens e Peter Broeker, dopo una certa esperienza fatta nelle serie minori nordamericane, partecipò solamente al Gran Premio degli Stati Uniti del 1963 con il modello Mk 4.
Iscrisse due vetture a tale gran premio anche se poi in realtà schierò solo la vettura guidata proprio da Peter Broeker. Partito ventunesimo (a 15 secondi dal tempo del poleman Graham Hill) sfiorò la zona punti, ottenendo il settimo posto, anche se a 22 giri del vincitore. Il motore che spingeva la vettura era un Ford, curiosamente però non Cosworth.